# Convoi HX 10
Le convoi HX 10 est un convoi passant dans l'Atlantique nord, pendant la Seconde Guerre mondiale. Il part de Halifax au Canada le 26 novembre 1939 pour différents ports du Royaume-Uni et de la France. Il arrive à Liverpool le 10 décembre 1939.

## Composition du convoi
Ce convoi est constitué de 33 cargos :
- Royaume-Uni : 32 cargos
- Panama : 1 cargo

## L'escorte
Ce convoi est escorté en début de parcours par :
- les destroyers canadiens : HMCS Assiniboine (en) et NCSM Skeena
- le croiseur lourd britannique : HMS York

## Le voyage
Les deux destroyers canadiens font demi tour le 28 novembre. Seul reste le croiseur léger pour escorter le convoi. Le 8 novembre, le destroyer HMS Wakeful (en) rejoint le convoi pour la journée.
Le convoi arrive sans problème.